# (5899) Jedicke
(5899) Jedicke est un astéroïde de la ceinture principale, de la famille de Hungaria.

## Description
(5899) Jedicke est un astéroïde de la ceinture principale, de la famille de Hungaria. Il présente une orbite caractérisée par un demi-grand axe de 1,93 UA, une excentricité de 0,12 et une inclinaison de 24,0° par rapport à l'écliptique.

## Compléments